# Dana Cup
 For alternative betydninger, se Dana Cup (flertydig). (Se også artikler, som begynder med Dana Cup)
Dana Cup er en international ungdoms-fodboldturnering der arrangeres af fodboldklubben Fortuna Hjørring og finder sted i Hjørring hvert år i slutningen af juli (uge 30). 
Turneringen, der har været afholdt siden 1982, har hvert år omkring 1050 hold fra hele verden, hvilket gør turneringen til verdens tredjestørste kun overgået af Norway Cup og Gothia Cup. 
40 forskellige nationer har deltaget i Dana Cup i tidernes løb.